# 小川ポンプ工業

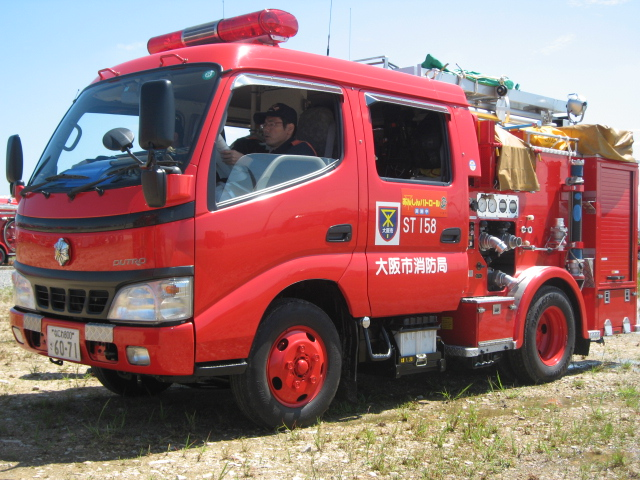
大阪市消防局のスモールタンク車（小川ポンプ工業製）

小川ポンプ工業株式会社（おがわぽんぷこうぎょう、英称：OGAWA PUMP INDUSTRIAL COMPANY）は、大阪府大阪市に本社がある、消防車両の緊急自動車・特種用途自動車の艤装・販売を行う企業である。
特に地元の大阪市消防局に納入されている全長の短いスモールタンク車は、狭い路地の多い大阪市内を機動的に活動できる車両として評判を得ている。
また、オフィスやマンション、ホテルなどのビルや工場などの防火・消火設備、そして小型消防ポンプや消火器などの防災用品まで、多岐、多様にわたる「消防」「防災」関連品を製造、販売している。

## 主な沿革
| 昭和 4年 | 7月  | 大阪市北区中之島7丁目河野ビルにて、消防用器具販売で創業。                    |
| 昭和22年 | 10月 | 大阪市東区(現 中央区)十二軒町に工場を設立、バルブ・コック・水面計製造開始。  |
| 昭和32年 | 4月  | 静岡県三島市木町に三島出張所を開設。                                         |
| 昭和32年 | 10月 | 需要の増大に伴い現所在地に本社、工場を建設、移転。                           |
| 昭和35年 | 3月  | 三島出張所を現所在地に移転、工場の竣工に伴い三島営業所と改める。             |
| 昭和36年 | 10月 | 松山市千舟町に松山出張所を開設。                                             |
| 昭和38年 | 9月  | 法人組織に改組。資本金1000万円として小川ポンプ工業株式会社として発足。       |
| 昭和44年 | 1月  | 松山市余戸町に新工場竣工。松山出張所を現在地に移転。                         |
| 昭和46年 | 1月  | 資本金2000万円に増資。                                                       |
| 昭和51年 | 1月  | 松山工場を増改築。消防ポンプ自動車の製造を自治省より認可。製造販売を始める。 |
| 昭和52年 | 11月 | 和歌山出張所を開設。                                                         |
| 昭和55年 | 4月  | 資本金4000万円に増資、現在に至る。                                           |
| 昭和61年 | 4月  | 松山出張所を松山営業所に昇格。                                               |
| 平成 5年 | 12月 | 大阪営業所、工場、倉庫新築。                                                 |
| 平成18年 | 4月  | 福岡事務所を開設。                                                           |
| 平成20年 | 3月  | 東京事務所を開設。                                                           |
| 平成20年 | 9月  | 松山営業所を愛媛支社に昇格。                                                 |
| 平成30年 | 3月  | 本社新社屋が竣工。                                                           |
| 令和1年  | 7月  | 創業90年を迎える。                                                           |

## 事業所一覧
- 本社
  - 大阪府大阪市住吉区万代東1丁目5番22号
- 愛媛支社・工場
  - 愛媛県松山市余戸中6丁目9番52号
- 三島営業所
  - 静岡県駿東郡長泉町中土狩821番地6
- 東京事務所
  - 東京都大田区大森東5丁目34番9号 ウィステリア大森東201
- 福岡事務所
  - 福岡県福岡市博多区博多駅前3丁目7番35号 博多ハイテックビル407
- 名古屋出張所
  - 愛知県名古屋市西区名駅2丁目34番17号 セントラル名古屋203

- 奈良出張所
  - 奈良県奈良市恋の窪2丁目12番9号
- 和歌山出張所
  - 和歌山県和歌山市山吹丁9

## 主な商品

### 消防車
- 消防ポンプ自動車
- 水槽つき消防ポンプ自動車
- 化学消防ポンプ消防車
- 救助工作車
- 大型水槽車

### 消防・防災用品
- 消火器
- 小型動力消防ポンプ
- 消防用ホース
- 非常食、非常用備品

### 消防設備工事
- 屋内消火栓設備
- 屋外消火栓設備
- スプリンクラー設備